# Kühlschiff (Schiffstyp)

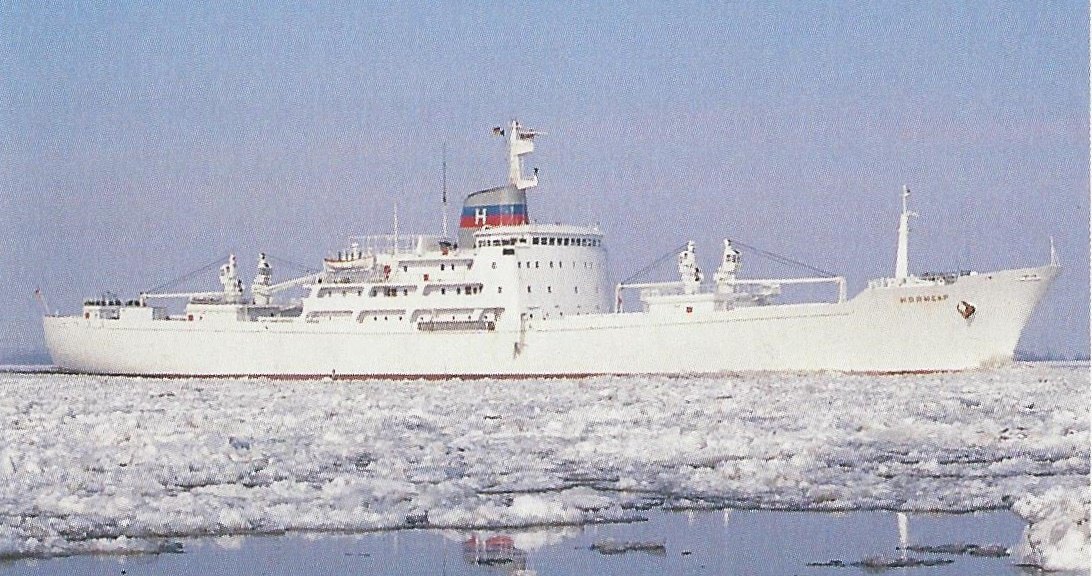
Horncap

Kühlschiffe in der Seefahrt sind Frachtschiffe, die für den Transport temperaturgeführter Güter eingerichtet sind. Typische Güter für ein Kühlschiff sind Früchte wie Bananen, Ananas, Kokosnüsse, Äpfel und Weintrauben, daneben auch Fisch und Fleisch. Fleisch war von 1880 bis etwa 1960 international das wichtigste Kühlgut.

## 1870: Anfänge der Kühlschiffe

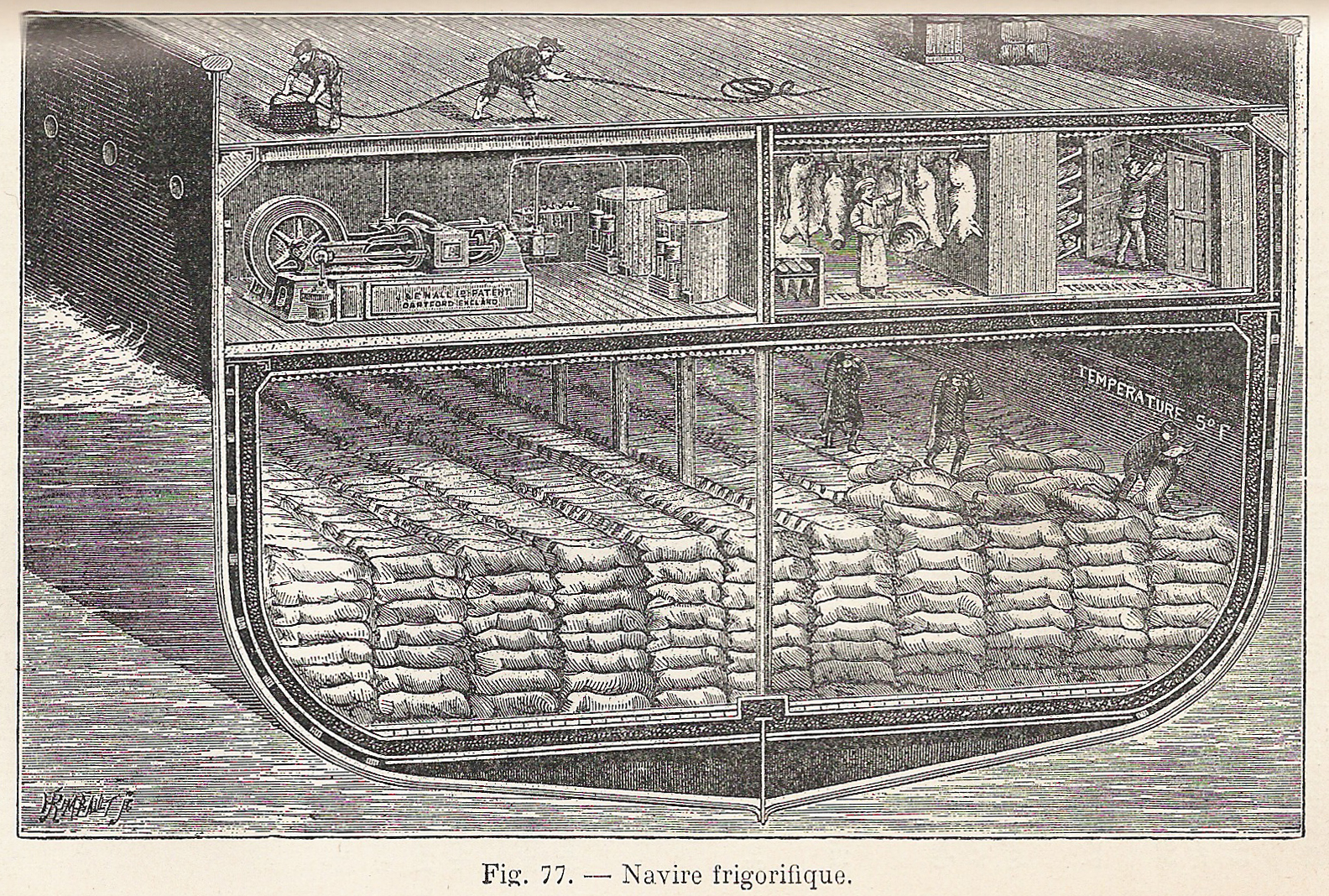
Fleisch als Kühlladung zu Beginn der Kühlschifffahrt

### Fleischtransporte
Frühe erfolgreiche Kühlfleisch-Transporte erfolgten mit Eis als Kältemittel. Anfangs wurde das Fleisch direkt im Eis verpackt. Später wurde die Fracht vom Eis getrennt und Kaltluft aus dem Eisraum mit Lüftern durch den Laderaum geführt. Die dritte Entwicklungsstufe verfügte über ein Kühlsystem aus Rohrschlangen, über die eine zirkulierende Salzsole als Kühlmittel die Ladungswärme zum Eisraum transportierte. Diese Methoden waren jedoch nicht für lange Transporte wie etwa von Australien nach Europa geeignet, auf denen unterwegs auch kein Eis nachgebunkert werden konnte. Daher gab es mehrere anfangs vergebliche Versuche, Kühlmaschinen auf Schiffen einzusetzen.
Das erste mit Kältemaschinen ausgerüstete erfolgreiche Schiff war 1874 der französische Dampfer Frigorifique mit drei Methyl-Äther-Verdichter-Kältemaschinen von Charles Tellier (Ingenieur 1828–1913). Sie beförderte Ende 1876 – nach anderen Quellen 1877 – erstmals eine Ladung gekühltes Rindfleisch von Argentinien (Buenos Aires) nach Europa (Rouen, Frankreich).
1877 wurde von dem Dampfer Paraguay, ausgestattet mit Absorptionskälteanlagen von Ferdinand Carré, Fleisch als Tiefkühlladung (−27 bis −30 °C) von Buenos Aires nach Le Havre transportiert. Carré hatte zu der von ihm erfundenen Absorptionskälteanlage 1876 ein Patent angemeldet.
Das dritte Verfahren, die Luft-Kältemaschine von Bell-Colemann, wendete der schottischen Reeder Illwraith erstmals auf dem Dampfer Strathleven an und stellte die Funktionstauglichkeit 1879 auf einer Fahrt von Sydney nach London mit 40 t Hammelfleisch unter Beweis. Etwa zehn Jahre später setzten sich auf Kühlschiffen die Ammoniak-Verdichter von Linde durch. Sie wurden 1888 auf den englischen Kühlschiffen der White Star Linie und des Rotterdamschen Lloyd eingebaut. Weitere Schiffe wurden in der Folge des nun wachsenden Fleischtransports von Südamerika und Australien ausgerüstet.
Alle diese Verfahren haben ihre Eignung zum Fleischtransport bewiesen. Heute werden in der Regel nur die Verdichter-Kältemaschinen eingesetzt, sehr effizient mit dem Kältemittel Ammoniak, das zwischenzeitlich verboten wurde, aber heute aufgrund der für die Ozonschicht schädlichen Frigen-Kältemittel wieder erlaubt ist. Das Fleisch wird vorgekühlt an Bord gebracht und wurde lange Zeit ohne Umluftventilatoren und Frischluftaustausch in hohen Laderäumen transportiert. Daher wurde diese Art der Kühlung als stille Kühlung bezeichnet.

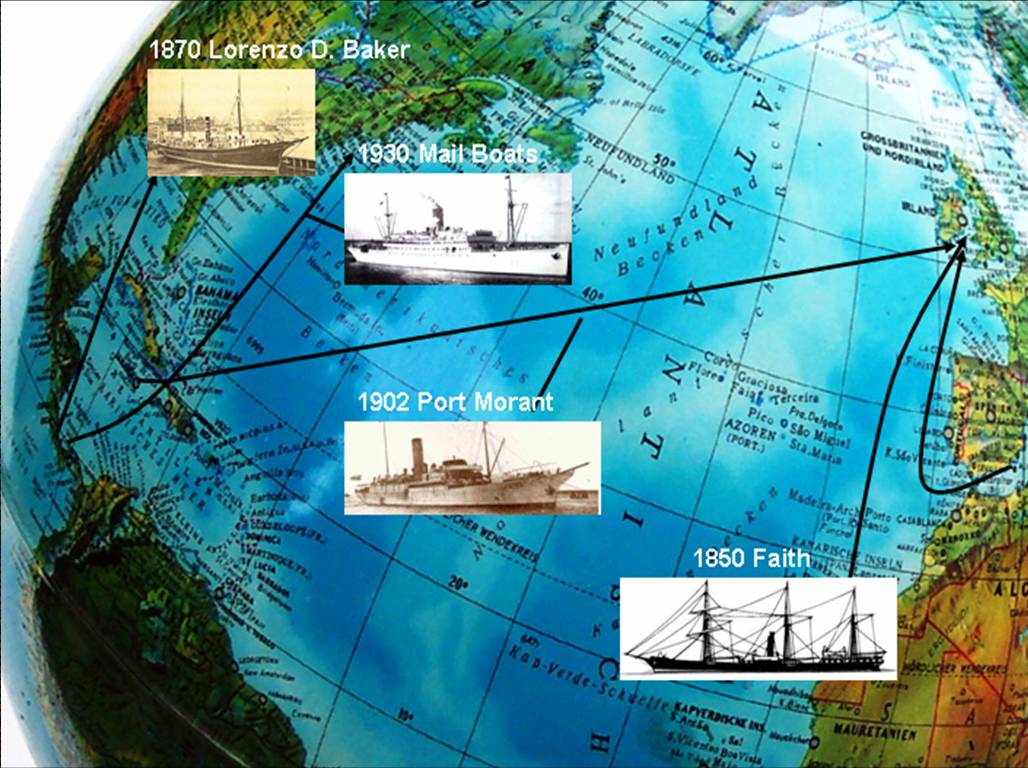
Beginn der Bananenschifffahrt, Pioniere

### Bananen- und Fruchttransporte
Die internationale Bananenschifffahrt entwickelte sich in Nordamerika und Europa zeitversetzt.

#### Nordamerika
Es begann vor rund 200 Jahren in Amerika, als das Segelschiff Reyward 30 Stauden rote Bananen von Kuba nach New York brachte. Obwohl dadurch noch kein regelmäßiger Bananendienst begründet wurde, beherrschten die kubanischen Bananen in den nächsten Dekaden den sich langsam entwickelnden nordamerikanischen Markt. Sie wurden um 1850 von den Bananen aus Honduras, Jamaika und dem heutigen Panama abgelöst, die über Boston, New York und später New Orleans in die USA importiert wurden.
Die Bananen waren Beiladung und wurden in der Regel als Stauden an Deck kleiner langsamer Segler mit 3–6 Knoten transportiert, je nach Wind und Dauer der Reise wurden 30 % bis 60 % vorzeitig reif und ins Meer geworfen. Trotzdem wurden vorwiegend hohe Gewinne erzielt und diese lockten weitere Händler an. Der amerikanische Bürgerkrieg unterbrach diesen Handel, der danach in eine stürmische Entwicklung überging. Ab 1877 transportierten Dampfer der englischen Atlas-Linie Bananen für Dow Baker von Jamaika nach New York. Inzwischen gab es in den USA über 100 kleine Fruchtgesellschaften und um 1884 sank der Preis für eine Staude Bananen von 1,5 $ auf 0,35 $.
Die Atlas-Linie wurde 1901 von der Hapag übernommen, zu dieser Zeit fuhren sieben Dampfer (15.000 BRT) ohne Kühleinrichtungen in diesem Dienst, bestehend aus den drei Linien Jamaica – New York, Haiti – New York und Mittelamerika – New York. 1903/1904 stellte die Hapag die zu Kühlschiffen umgebaute Sibiria und Sarnia in diesen Dienst ein. Die Bananenverschiffungen erfolgten aufgrund von Verträgen mit der United Fruit Company (UFC).

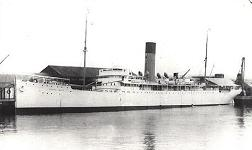
Die ehemalige Carl Schurz als Changuinola

Die UFC begann im März 1903 mit der Venus (ex Santos II, Baujahr 1873), einem ehemaligen Hamburg-Süd-Schiff, Kühlversuche zum Bananentransport. Zu dieser Zeit gehörten die Schiffe dem Reeder A. Christensen, Kopenhagen. Sie wurden für diese Versuche gechartert und entsprechend umgebaut. Die dabei erzielten Ergebnisse waren so überzeugend, dass umgehend drei Kühlschiffe (San Jose, Limon, Esparta) in Belfast bestellt wurden. Das Erste, die San Jose, wurde im August 1904 abgeliefert und konnte in ihren Kühlräumen 45.000 Stauden Bananen laden.
1911 wollte die UFC den Atlas-Dienst übernehmen, die Hapag verkaufte nicht und fuhr daraufhin für die Konkurrenz, die Atlantic Fruit Company (AFC) und der ihr nahestehenden Hamburg-Columbien-Bananen-Actien-Gesellschaft. Sie bestellte zwei neue Kühlschiffe für diesen Dienst, die Emil L. Boas und Carl Schurz, die 1912 und 1913 abgeliefert wurden. Sie fuhren zwischen Port Limon/Santa Marta und New York. Ein mehrjähriger Rechtsstreit mit der UFC führte zur Aufgabe dieses Dienstes und zum Verkauf. Die UFC, heute bekannt unter dem Namen Chiquita, ist eine der größten Fruchtgesellschaften der Welt.

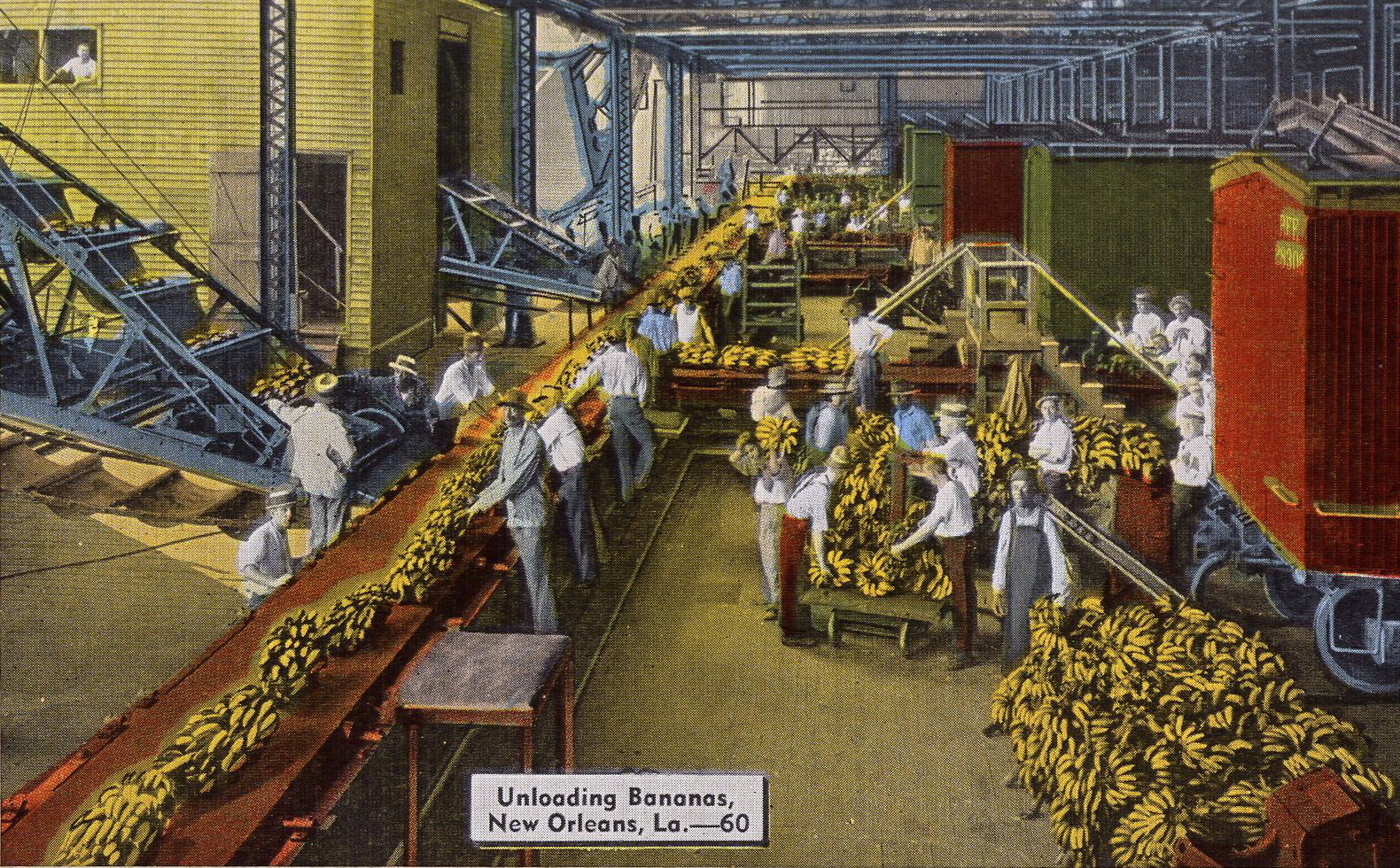
Um 1920 ist New Orleans der größte Bananenhafen der Welt: rund 700 Schiffe vorwiegend von UFC mit jeweils 25.000 bis 50.000 Stauden werden mit Elevatoren entladen und ins Land weitertransportiert.

#### Europa
In Portugal und Spanien waren Bananen bereits lange bekannt, hier entwickelten sich jedoch nur kleine regionale Märkte. In England wurden im 19. Jahrhundert vereinzelt Bananen von den Kanarischen Inseln und Madeira verkauft und ab 1880 wurden von der Forewood Shipping Line regelmäßig kleine Mengen Bananen in London angelandet. 1884 wurden in England 10.000 Stauden importiert. Ende 1890 erreichten Bananen von Minor Keith`s Plantagen in Costa Rica den englischen Hafen Liverpool über den Umweg New York. Aber es war ein Verlustgeschäft, da ein Großteil der Früchte bereits auf dem Schiff reiften. Die Belüftung der Laderäume genügte nicht, um die Reifewärme und Reifegase der Früchte abzuführen, denn gekühlt wurde noch nicht.
Bananen wurden bis zur Jahrhundertwende vorwiegend als Decksladung transportiert, da sich hier die Reifegase nicht konzentrieren konnten, sondern durch den Wind verteilt wurden. Erste Versuche mit „stillen Kühlung“ erwies sich für den Fruchttransport mit hohem Stoffwechsel (Bananen) als ungeeignet. Diese Erfahrungen machte die mit einem Kapital von 50.000 Pfund in London 1896 gegründete Jamaika Fruit Importing and Trading Company, um Bananen von Jamaika nach England zu exportieren.
Auf Grund der großen Entfernung wurden für wöchentliche Anlandungen vier gecharterte Schiffe wie die Port Pirie zu Kühlschiffen umgebaut, um die Fruchtatmung bei niedrigen Temperaturen zu reduzieren und eine längere Haltbarkeit und Transportdauer zu erreichen. Diese Schiffe führten insgesamt vier Reisen durch. Nach anfänglichen Problemen wie Ausfall der Kälteanlage, Explosionen des Luft-Ethylen Gemisches und tiefgefrorenen Bananen, erreichte die Port Pirie am 5. Mai 1897 London. Der Zustand der Bananenladung war ausgezeichnet und bewies, dass die Kühlschifffahrt als neue Transportmethode erfolgversprechend war.
Die 1901 gegründete Imperial Direct West India Mail Servic Company setzte den Erfolg der Bananen-Kühlschiffe fort. Das erste der vier Kühlschiffe dieser Gesellschaft, die Port Morant, landete am 18. März 1902 rund 18.000 Stauden Bananen, außerdem Orangen, Mangos, Ananas, Rum, 160 t Zucker, 14 Postsäcke und 35 Passagiere in England. Auch die folgenden Reisen zeigten, dass der Bananentransport über längere Seestrecken mit Hilfe der Kühlung kein Problem mehr darstellte, wenn außer der zusätzlichen Atmungswärme das ausgeatmete CO2, Ethylen und Wasser als weitere Stoffwechselprodukte aus dem Laderaum entfernt wurden. Im nächsten Schritt wurde von dem Fruchthändler Elders & Fyffes 1901 die Kühlschiffsreederei Fyffes Line mit einem Kapital von 150.000 Pfund gegründet und die Pionierarbeiten weitergeführt. Die Fyffes-Gruppe ist heute der größte Bananenimporteur in Europa.

## Entwicklung in Deutschland – 1881: Frachter mit einigen Kühlräumen

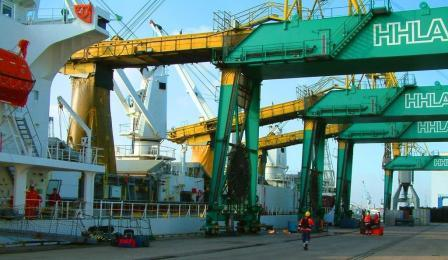
Hamburg, Blick vom Land auf ein Kühlschiff, das Bananen mit drei Elevatoren löscht

Der Hamburger Reeder Rob. M. Sloman rüstete ab 1881 mindestens die drei Dampfer Catania, Sorrento und Marsala mit Kühlräumen aus. Alle frühen Segel- und Dampfkühlschiffe hatten nur wenige Kühlräume. Sie luden in Australien und Neuseeland Gefrierfleisch für London. Im November 1894 wurde das erste deutsche Vollkühlschiff, der Kühldampfer Severus an die älteste Hamburger Trampdampferreederei C. Andersen abgeliefert. Auch dieser Dampfer lud in Australien Fleisch für London. Ab Mai und Juli 1894 wurden die Hapag-Dampfer Prussia und Persia im Dienst Hamburg – New York eingesetzt. Sie hatten umfangreiche Einrichtungen für die Beförderung von lebendem Vieh und für den Transport von Gefrierfleisch. Die Hapag hatte große Pläne mit dem Gefrierfleisch-Import. Der Reichstag verabschiedete das Fleischbeschaugesetz, das im November 1894 in Kraft trat. Dieses enthielt auf Druck der deutschen Agrarlobby Bestimmungen, die den Import von Kühlfleisch, Gefrierfleisch und von lebenden Tieren für zwanzig Jahre unmöglich machten. Wegen der Entscheidung des Reichstages konnten die Kühlräume der insgesamt neun P-Dampfer nicht genutzt werden. Fleisch war bis zum Ersten Weltkrieg knapp und teuer. Die Entwicklung einer deutschen Kühlschiffsflotte wurde dadurch nachhaltig verhindert. Vor dem Krieg wurden ab 1903 gefrorener Fisch, ab 1906 Äpfel und ab 1912 Bananen auf deutschen Kühlschiffen eingeführt. Fruchtimporte konnten nur sehr langsam aufgebaut werden.

## 1903: Erste deutsche Bananen-Kühlschiffe
Zwischen 1903 und 1914 setzte die Hapag insgesamt sechs Kühldampfer ein. Ab 1903 die Dampfer Sarnia und Sibiria als Umbauten. Nur die beiden Zwischendecks konnten gekühlt werden, die Unterräume waren ungekühlt. Im Liniendienst zwischen New York und der Karibik gab es keine Probleme. Als die Schiffe in einer Charter zwischen Fronteira (Mexiko) und New York nur Bananen laden sollten, gab es Stabilitätsprobleme. Sie erhielten festen Ballast in Unterraum 3 neben dem Wellentunnel: 150 alte Eisenbahnräder, 90 Faden alte Ankerketten und 300 Tonnen Roheisen. Ab 1909 wurden die Teil-Kühldampfer Prinz August Wilhelm und Prinz Joachim im Dienst New York – Karibik eingesetzt. Ihre Kühlräume waren etwas kleiner als die Kühlräume von Sarnia und Sibiria. 1912/13 wurden die Vollkühlschiffe Carl Schurz und Emil L. Boas als Neubauten in Dienst gestellt. Die Schiffe wurden überwiegend im Liniendienst mit Stückgut und Bananen zwischen New York und der Karibik eingesetzt. Kühldampfer anderer Reedereien transportierten Äpfel und Frostfisch nach Deutschland, aber auch Gefrierfleisch in andere europäische Häfen. Vor dem Ersten Weltkrieg liefen unter deutscher Flagge drei Vollkühlschiffe und 36 Teilkühlschiffe, die mehr als 30.000 Kubikfuß Kühlraum hatten. Unter britischer Flagge liefen etwa 300 Kühlschiffe, von denen etwa 90 % Teilkühlschiffe waren.

## 1914 Schiffe für den Bananendienst nach Kamerun

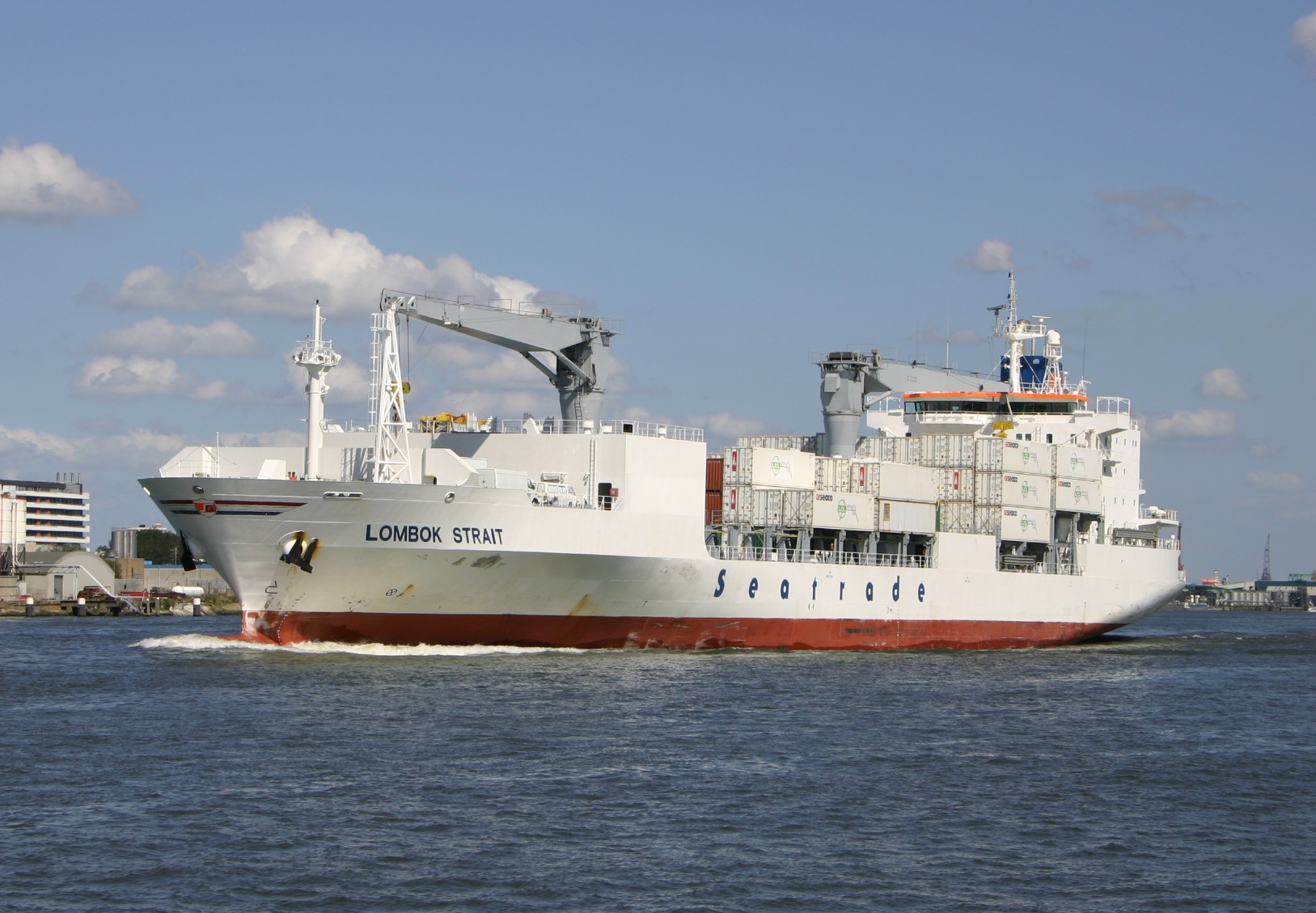
Kühlschiff Lombok Strait

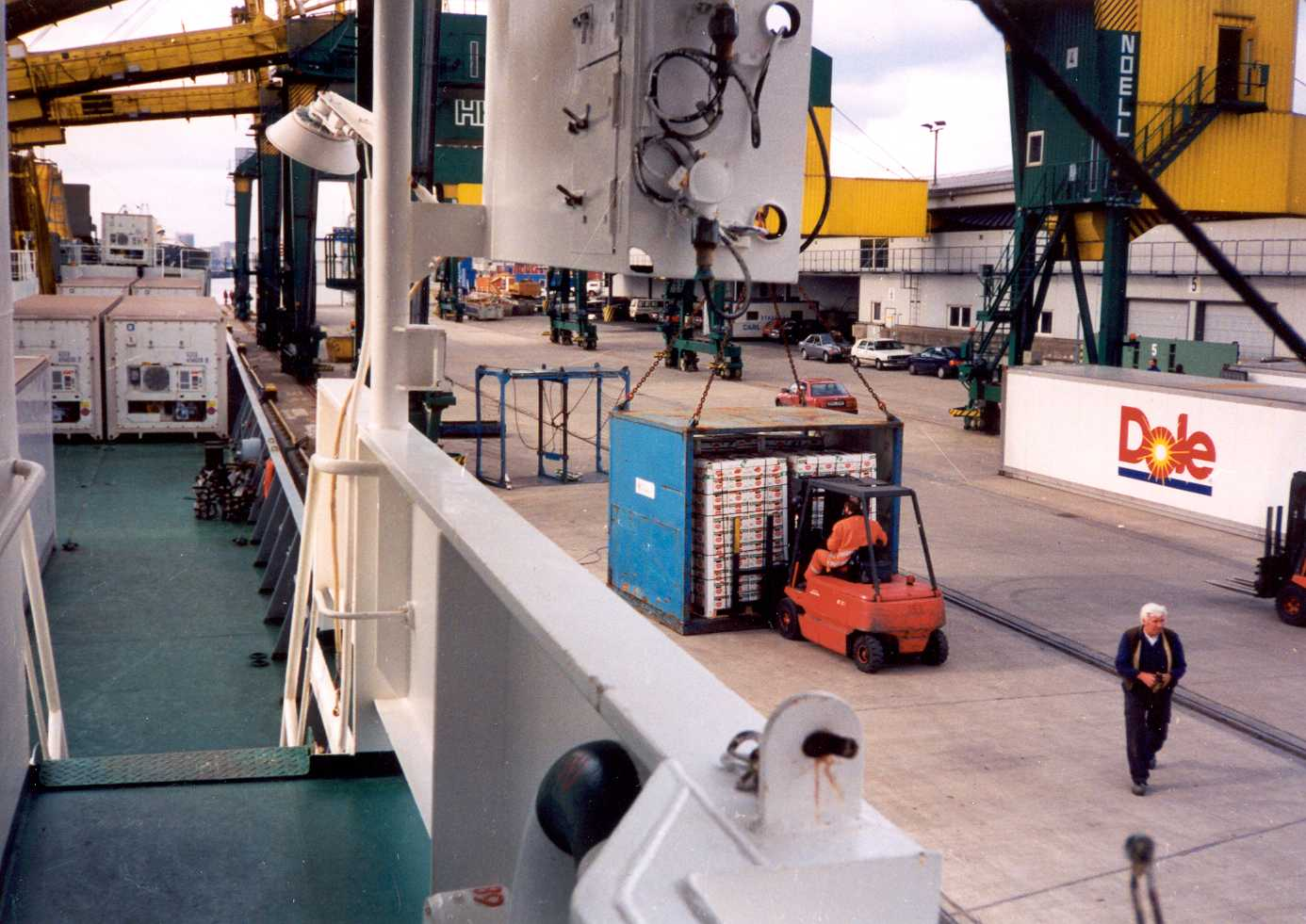
Hamburg, Blick vom Kühlschiff auf den Fruchtumschlag mit Elevatoren, Paletten und Kühlcontainer

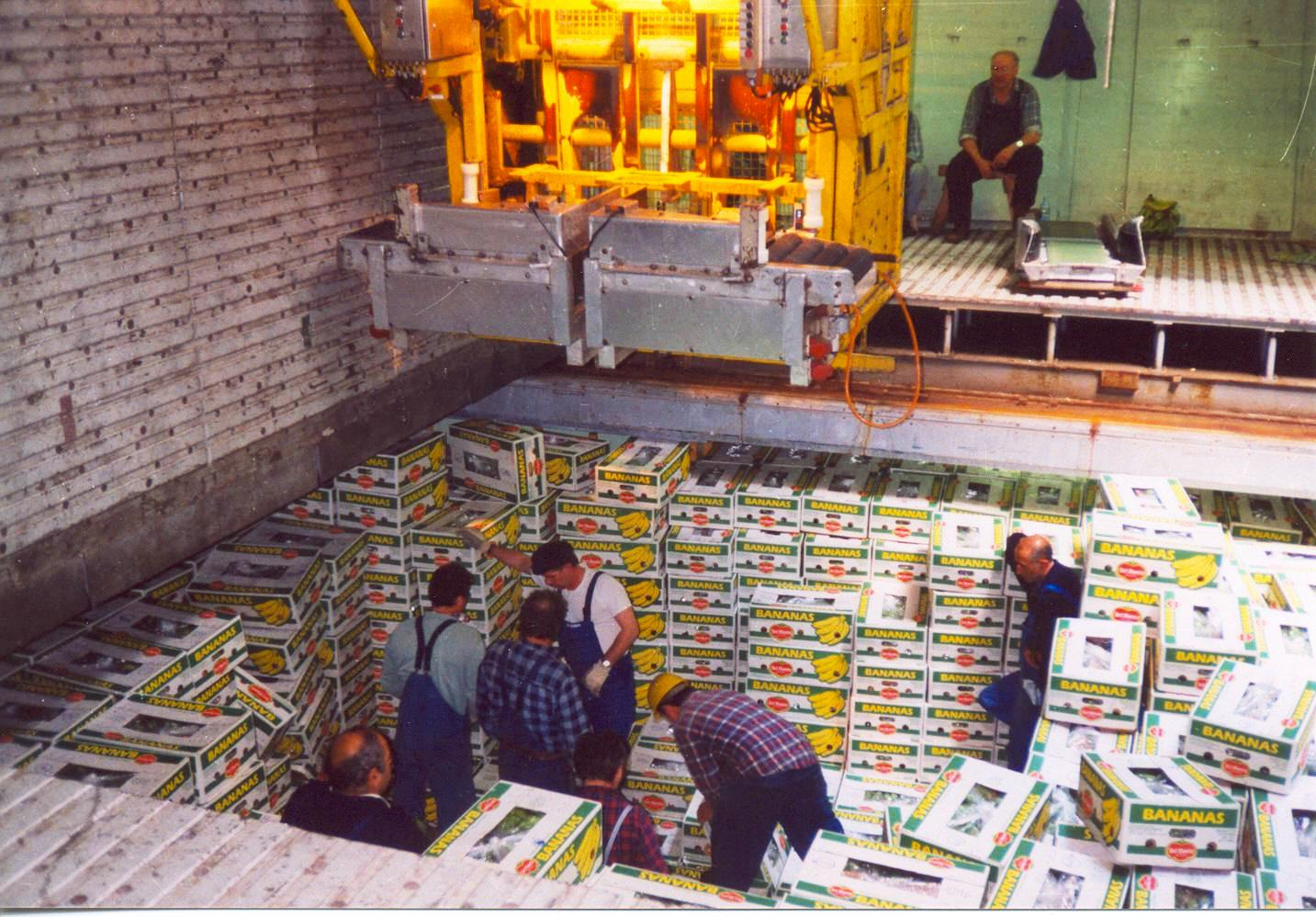
Blick in den Laderaum eines Kühlschiffes mit Bananen, es wird Platz für den Elevator gemacht, damit werden die Kartons gelöscht.

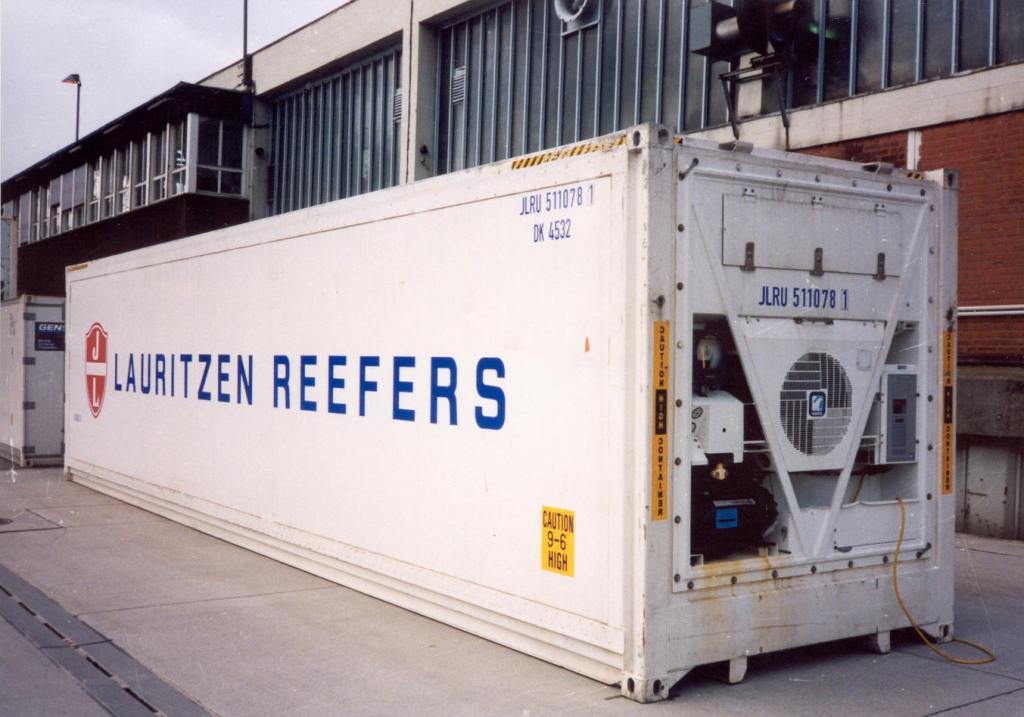
Integral Kühlcontainer

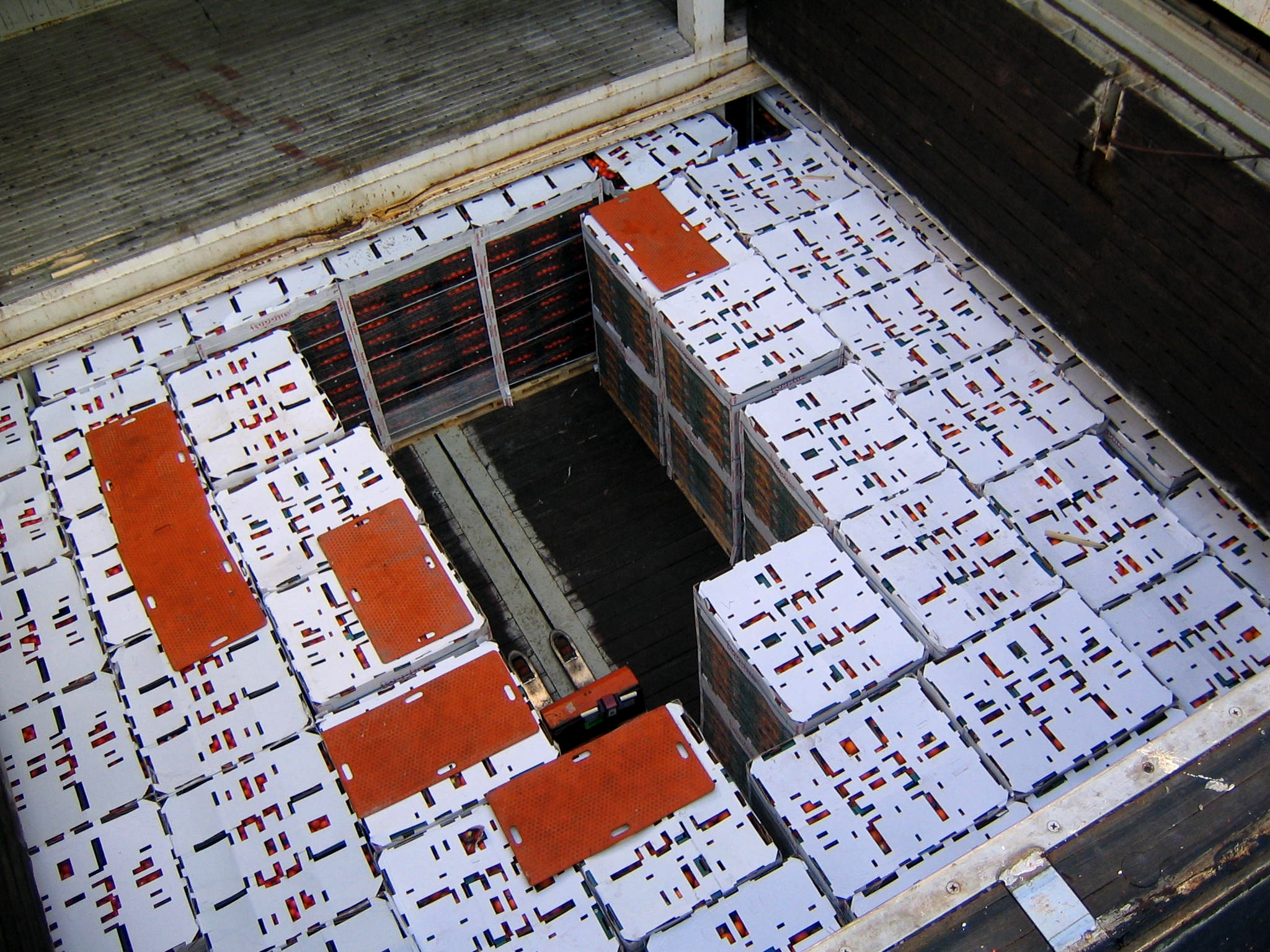
Verstauung von Kühlgut im Kühlraum

1914 und 1915 folgten die Neubauten Pungo und Pionier der Reederei F. Laeisz für ihren geplanten Bananendienst nach Kamerun; es waren die ersten Kühlschiffsneubauten einer deutschen Werft (Joh. C. Tecklenborg in Geestemünde). Die Reederei Laeisz hatte schon 1908 in Kamerun 350 Bananenschößlinge aus Zentralamerika und von den Kanarischen Inseln pflanzen lassen. 1912 gründet Laeisz für weitere Aktivitäten die Afrikanische Frucht-Compagnie GmbH (AFC). Die Kühlschiffe von Laeisz und HAL wurden von Dampfmaschinen angetrieben, die Geschwindigkeit lag zwischen 11 und 14 kn. Die Kühlschiffe waren, wie fast alle Frachtschiffe dieser Zeit, mit Passagiereinrichtungen ausgestattet.

## Aufbau eines Kühlschiffes
Kühlschiffe älteren Typs sind von normalen Stückgutschiffen nicht zu unterscheiden. Lediglich der weiße Außenanstrich und die oft besonders schlanke, yachtartige Linienführung bieten einen Anhaltspunkt. Der Rumpf eines Kühlschiffes ist in mehrere Laderäume und diese wiederum in 2,2 m hohe Decks eingeteilt. Je nach Aufteilung stellen ein oder zwei Decks eine Kühlzone dar, die mit einem anderen Kühlgut beladen werden können. Von Plusgraden für Bananen und andere Früchte, bis zu Tiefkühlgut wie Fleisch oder Fisch. Sämtliche Laderäume sind gegen tropische Luft- und Wassertemperaturen von über 30 Grad Celsius isoliert.
In den Schiffen sind Kompressionskälteanlagen eingebaut. Die Kühlung der Räume erfolgt entweder über Direktverdampfer oder indirekt über Solekreisläufe. Eine Temperatur-Fernanzeige mit einigen hundert Messpunkten überwacht die Temperaturen der einzelnen Laderäume.
Klassische Kühlschiffe sind besonders stark motorisiert und erreichten bei voller Leistung schon in den 1960er/1970er Jahren Geschwindigkeiten von 22 bis 24 Knoten.
Häufig wird auch aufgrund der strahlend weiße Farbe die als Museumsschiff in Hamburg bekannte Cap San Diego für ein Kühlschiff gehalten; sie ist jedoch ein sogenannter Schnellfrachter, ein schnelles Linien-Stückgutschiff mit einigen Kühlräumen.

## Ab 1970 Kühlschiffe und Kühlcontainer
Die Zunahme der Kühlladung verursachte in den 1960er und 1970er Jahren ein Anwachsen der Linienfrachter mit Kühlräumen (s. a. Cap San Diego) und der Kühlschiffsflotte, nicht nur die Anzahl der Kühlschiffe stieg, auch die Größe der Kühlschiffe nahm zu. In den 1960er Jahren entstanden außerdem viele neue kleine Kühlschiffe um 1000 BRT wie die Ursula Horn, die besonders für den Fischtransport, zum Teil aber auch für den Fruchttransport eingesetzt werden konnten. Die Besonderheit dieser sonst als Kümo bezeichnete Schiffsgröße war, dass sie weltweit eingesetzt wurden. Es waren besonders japanische, griechische und auch deutsche Reeder wie H. C. Horn, die auf der Suche nach Nischen im Schifffahrtsgeschäft diese Lücke füllten. Ab 1970 wurde diese Lücke für Tiefkühlgüter zunehmend durch Kühlcontainer geschlossen. Dadurch geht die Anzahl der Kühlschiffe zurück. Weltweit gab es im Jahr 2010 noch 778 Kühlschiffe, 2018 waren es nur noch 574.

### Kühlcontainer
Kühlgut wurde um 2000 etwa zur Hälfte auf Containerschiffen in speziellen Kühlcontainern verschifft. Isolierte Container, ausgestattet mit eigenen Kältesystemen (Integralcontainer) arbeiten vollautomatisch, sie sind heute Standard.
Die inzwischen von den Integralcontainern verdrängten Porthole-Container haben an der Stirnseite gegenüber der Tür, zwei bewegliche runde Klappen, die zum Ein- und Austritt der Kaltluft dienen. Porthole-Container wurden nur im Laderaum gefahren, da hier die entsprechenden Einrichtungen zur Kaltluftversorgung (Kühlstäbe) und zur Temperaturregelung installiert waren. Zur Verbindung des Containers mit dem Kühlstab wird die Kühleinrichtung aktiviert, das heißt, es werden Luftringe aufgeblasen, die sich zwischen die beiden Containeröffnungen und dem Kühlstab des Schiffes legen und dort den Luftweg nach außen hermetisch abschließen. Die Containerklappen öffnen dabei automatisch. Die Kaltluft, im Schiff erzeugt, bläst in die unteren Klappen, durchströmt die Ladung und verlässt den Container durch die obere.

### Kühlschiffe
Die restlichen 50 % der Kühlladung, vorwiegend Bananen und Tiefkühlfisch, aber auch tiefgefrorenes Geflügel, Zitronen und Ananas, werden mit Kühlschiffen transportiert. Einige Kühlschiffsreedereien wie Maestro Reefers A/S, NYKCool AB, Star Reefers UK und Seatrade Group werden von dem Qualitätsstandard 360 Quality überwacht. Moderne Kühlschiffe können zusätzlich bis zu 500 TEU Kühlcontainer (Integralcontainer) an Deck stauen und sind nur noch von Fachleuten als Kühlschiffe zu erkennen. Von Laien werden sie aufgrund ihrer Decksladung als Containerschiffe angesehen.
So schrieb 2012 eine Fachzeitschrift über Schiffsverschrottungen:

„Es ist zu beobachten, dass unter den abgebrochenen Typen in den vergangenen Monaten immer häufiger auch Kühlschiffe sind. ‚Für ältere Kühlschiffe gibt es keine Kaufinteressenten mehr‘. In den zurückliegenden Jahren lag die Zahl verschrotteter Kühlschiffe jeweils bei rund 40. Im ersten Quartal 2012 sind bereits 17 Kühlschiffe an die Abbrecher gegangen. An ihre Stelle treten moderne Containerschiffe mit Anschlüssen für Kühlcontainer, sodass die eigentlich auf den Transport leicht verderblicher Waren spezialisierten Reefer immer weniger nachgefragt werden. […] nach Angabe des ISL [lief] im vergangenen Jahr kein einziges Kühlschiff vom Stapel.“